# Zahrádka (Vojkov)
Zahrádka je malá vesnice, část obce Vojkov v okrese Benešov. Nachází se 3 km na jihovýchod od Vojkova. V roce 2009 zde bylo evidováno 16 adres. Zahrádka leží v katastrálním území Bezmíř o výměře 8,96 km².

## Historie
První písemná zmínka o vesnici pochází z roku 1386.

## Památky
- Ve vesnici se v udržovaném parčíku, na vyvýšeném návrší nachází kamenná zvonice.
- Poblíž autobusové zastávky se nalézá kamenný kříž. Kříž je reliéfně zdoben různými motivy, na spodní části kříže je uvedena datace.

## Další fotografie

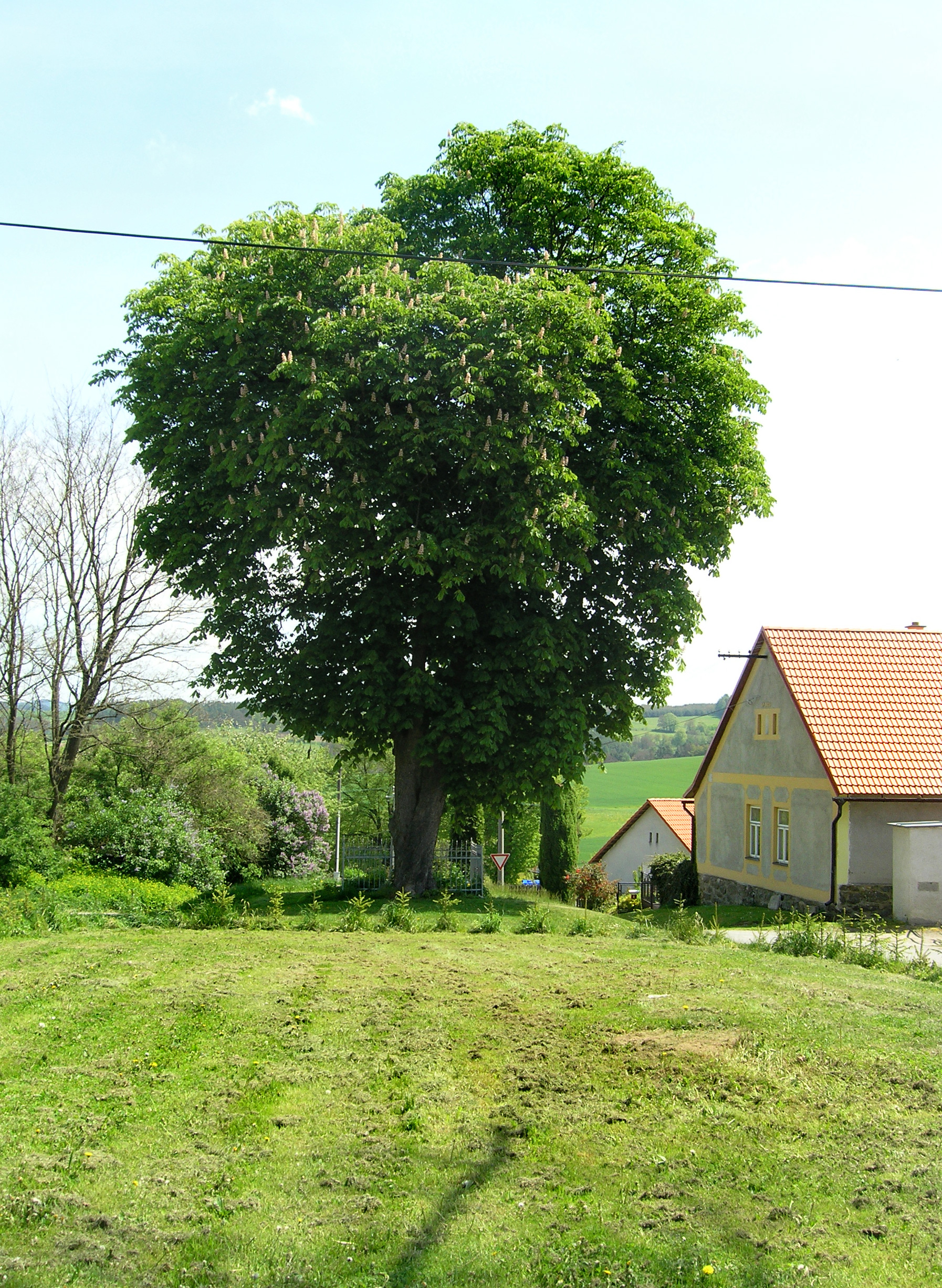
Mohutný kaštan na návsi
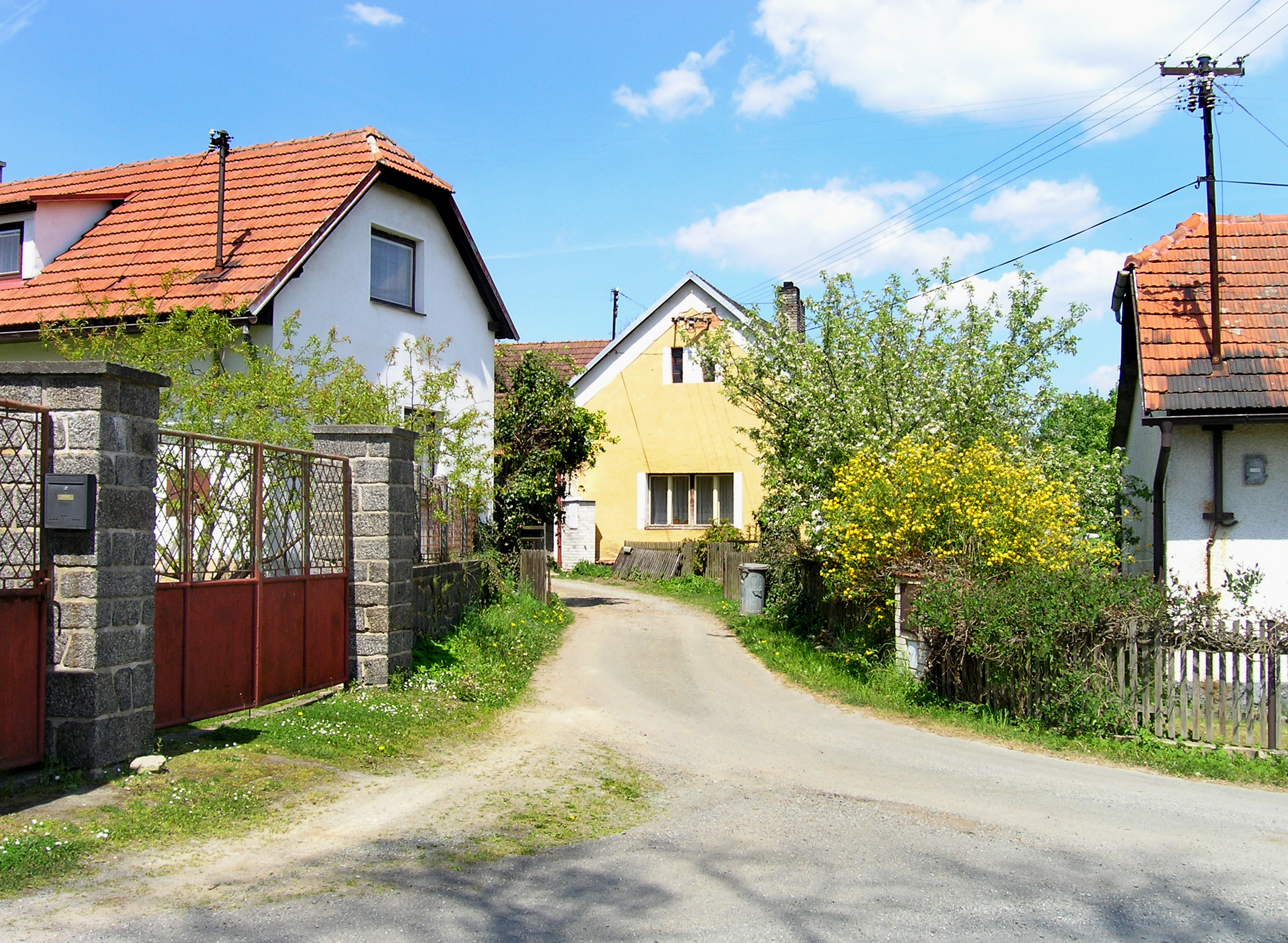
Další domky u návsi
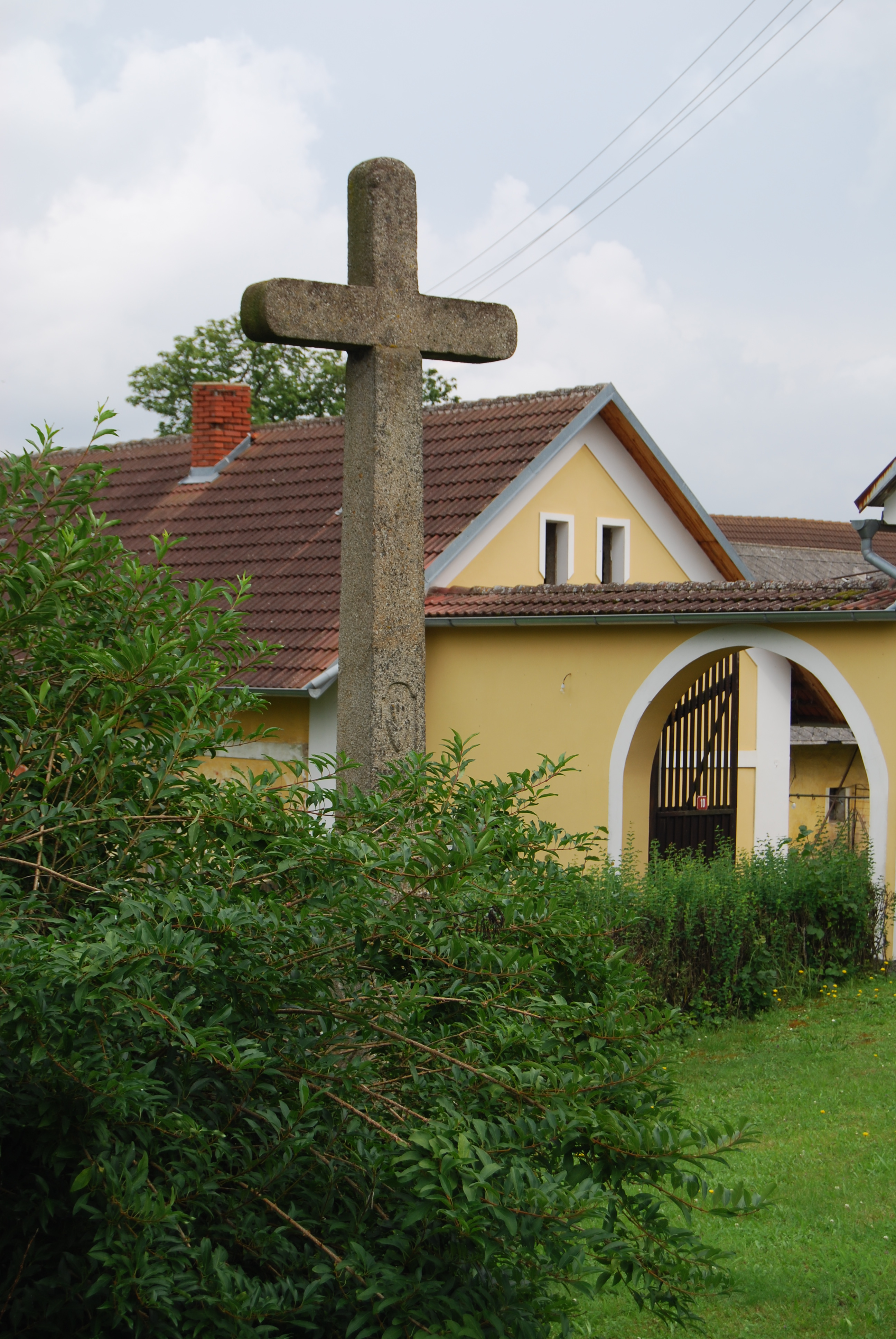
Kříž ve vesnici
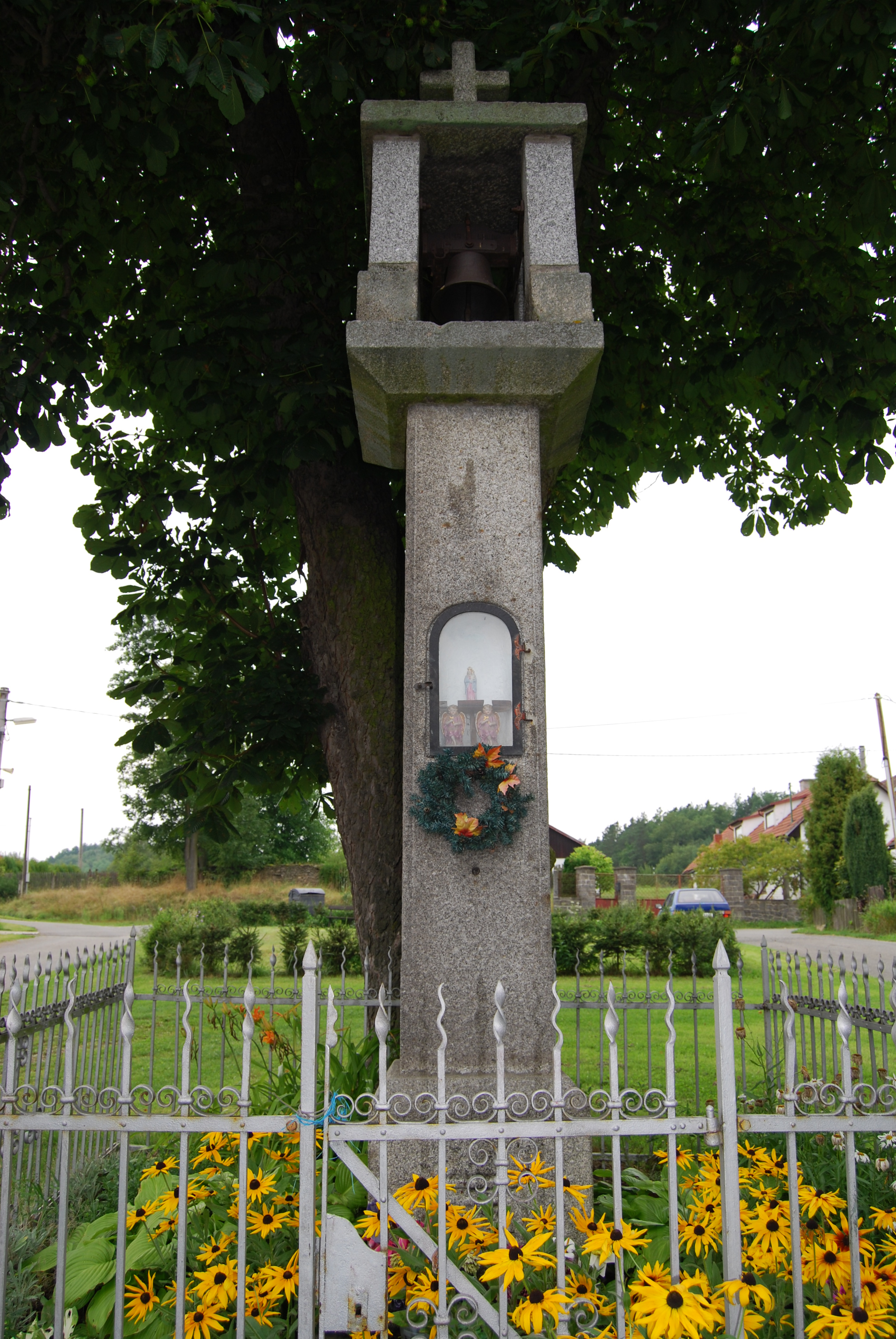
Kamenná zvonice